# Aganippe occidentalis
Aganippe occidentalis är en spindelart som beskrevs av Henry Roughton Hogg 1903. Aganippe occidentalis ingår i släktet Aganippe och familjen Idiopidae. Inga underarter finns listade i Catalogue of Life.